# FK Riazan (2010)
Ne doit pas être confondu avec FK Riazan (1995), FK Spartak Riazan ou FK Spartak-MJK Riazan.
Maillots
Le Futbolny klub Riazan (russe : Футбольный клуб «Рязань») est un club de football russe fondé en 2010 et basé à Riazan.
Il évolue en quatrième division russe depuis la saison 2023-2024.

## Histoire
Le club est fondé en 2010 sous le nom Zvezda afin de remplacer l'ancien FK Riazan qui avait fait faillite l'année précédente, et dont il prend la place en troisième division dès la saison 2010. Il est renommé Riazan avant la saison 2014-2015. Il termine cette même saison deuxième du groupe Centre, constituant sa meilleure performance en date.

## Bilan sportif

### Classements en championnat
La frise ci-dessous résume les classements successifs du club en championnat de Russie depuis 2010.

### Bilan par saison
| Saison    | Championnat | Championnat | Championnat | Championnat | Championnat | Championnat | Championnat | Championnat | Championnat | Championnat | Coupe de Russie     |
| Saison    | Division    | Pos         | Pts         | J           | V           | N           | D           | BP          | BC          | Diff        | Coupe de Russie     |
| --------- | ----------- | ----------- | ----------- | ----------- | ----------- | ----------- | ----------- | ----------- | ----------- | ----------- | ------------------- |
| 2010      | 3e Centre   | 11e         | 42          | 30          | 12          | 6           | 12          | 37          | 49          | -12         | 32es de finale      |
| 2011-2012 | 3e Centre   | 12e         | 42          | 39          | 11          | 9           | 19          | 44          | 60          | -16         | 128es de finale     |
| 2012-2013 | 3e Centre   | 11e         | 39          | 30          | 10          | 9           | 11          | 47          | 36          | +11         | 256es de finale     |
| 2013-2014 | 3e Centre   | 11e         | 33          | 30          | 7           | 12          | 11          | 20          | 30          | -10         | Huitièmes de finale |
| 2014-2015 | 3e Centre   | 2e          | 69          | 30          | 21          | 6           | 3           | 51          | 13          | +38         | Seizièmes de finale |
| 2015-2016 | 3e Centre   | 3e          | 40          | 26          | 10          | 10          | 6           | 19          | 15          | +4          | 128es de finale     |
| 2016-2017 | 3e Centre   | 8e          | 31          | 24          | 7           | 10          | 7           | 29          | 25          | +4          | 128es de finale     |
| 2017-2018 | 3e Centre   | 3e          | 46          | 26          | 14          | 4           | 8           | 37          | 23          | +14         | 128es de finale     |
| 2018-2019 | 3e Centre   | 8e          | 32          | 26          | 8           | 8           | 10          | 26          | 31          | -5          | 64es de finale      |
| 2019-2020 | 3e Centre   | 6e          | 24          | 17          | 6           | 6           | 5           | 29          | 26          | +3          | 32es de finale      |
| 2020-2021 | 3e Groupe 3 | 2e          | 59          | 30          | 19          | 2           | 9           | 57          | 33          | +24         | 256es de finale     |
| 2021-2022 | 3e Groupe 3 | 10e         | 17          | 22          | 3           | 8           | 11          | 15          | 30          | -15         | 128es de finale     |
| 2022-2023 | 3e Groupe 3 | 9e          | 25          | 22          | 6           | 7           | 9           | 20          | 30          | -10         | 64es de finale      |
| 2023-2024 | 4e Groupe 3 | en cours    | en cours    | en cours    | en cours    | en cours    | en cours    | en cours    | en cours    | en cours    | 32es de finale      |

Légende
- Promotion en division supérieure
- Relégation en division inférieure

## Entraîneurs
La liste suivante présente les différents entraîneurs du club.
- Sergueï Mouchtrouïev (janvier 2010-septembre 2011)
- Vladimir Volkov (septembre 2011-janvier 2013)
- Garnik Avalian (janvier 2013-juin 2019)
- Viktor Navotchenko (juin 2019-)